# Cercoux
Cercoux – miejscowość i gmina we Francji, w regionie Nowa Akwitania, w departamencie Charente-Maritime.
Według danych na rok 1990 gminę zamieszkiwało 1101 osób, a gęstość zaludnienia wynosiła 26 osób/km² (wśród 1467 gmin regionu Poitou-Charentes Cercoux plasuje się na 273. miejscu pod względem liczby ludności, natomiast pod względem powierzchni na miejscu 63.).